# Fome no Sudão em 2024
A Fome no Sudão em 2024 ocorre ao longo de 2024 com a população do Sudão sofrendo de desnutrição grave e de fome provocada pelo homem como resultado da guerra civil sudanesa que começou em 2023, principalmente em Darfur, no Cordofão e em países vizinhos que acolhem refugiados, como o Chade. As condições de fome foram causadas em parte por tentativas deliberadas das Forças de Apoio Rápido de sitiar e saquear cidades com civis retidos nelas, e por ambos os lados bloquearem rotas de abastecimento para permitir o fluxo de alimentos e ajuda humanitária.

## Fundo
Como resultado da guerra civil sudanesa, o abastecimento de alimentos e água tornou-se "extremamente agudo". Em 22 de fevereiro de 2024, o Programa Mundial de Alimentos divulgou um relatório que afirmava que mais de 95% da população sudanesa não tinha condições de pagar uma refeição por dia.

## Escassez de alimentos
Em 18 de junho, foi relatado que 25,6 milhões de pessoas sofriam de escassez aguda de alimentos. Destas, 756.000 pessoas enfrentaram “níveis catastróficos de fome”. Isso ocorreu devido ao fato de muitos cidadãos que dependiam de rações alimentares do Programa Mundial de Alimentos (PMA) terem as suas calorias diárias reduzidas em cerca de 20% em comparação com dois meses anteriores, devido a apenas 19% do objetivo do financiamento do PMA ter sido alcançado. Muitos civis sudaneses foram forçados a trocar rações alimentares da agência humanitária por alimentos menos equilibrados e nutritivos, mas mais satisfatórios, como o arroz branco.
As razões que contribuíram para isto deveram-se a produção de cereais no Darfur e no Cordofão ter caído para 80% abaixo da produção média em 2023, levando a grandes aumentos de preços que tornam os alimentos demasiado caros para a maioria das pessoas subsistirem durante longos períodos de tempo. Alegadamente, as Forças de Apoio Rápido queimaram colheitas, saquearam armazéns e restringiram o acesso à fronteira, o que a organização paramilitar negou  como tendo ocorrido devido a intervenientes desonestos ou aos militares sudaneses. A população de muitos campos de refugiados cresceu consideravelmente devido ao aumento da taxa de entrada de refugiados, agravando ainda mais a escassez de alimentos e fazendo com que os suprimentos se esgotem mais rapidamente. Os refugiados muitas vezes não conseguem sair dos campos para encontrar trabalho ou comida devido ao perigo de serem capturados ou mortos pelas Forças de Apoio Rápido ou outras milícias aliadas.
Além disso, a desnutrição causou menor funcionamento do sistema imunológico, levando a uma maior suscetibilidade a doenças como sarampo, malária, cólera e outras doenças gastrointestinais. Estes, por sua vez, levaram a sintomas como vômitos e diarreia que exacerbaram ainda mais a desnutrição.

## Impacto
Em 18 de junho de 2024, a Diretora de Operações e Advocacia da ONU, Edem Wosornu, afirmou que quase cinco milhões de pessoas enfrentavam "níveis emergenciais de insegurança alimentar", que incluíam 800.000 pessoas vulneráveis em Al-Fashir, Darfur do Norte, incluindo mulheres, crianças, idosos e pessoas com deficiência. Ela relatou que “mais de 2 milhões de pessoas em 41 focos de fome” estavam à beira de uma fome catastrófica e que 7.000 novas mães poderiam morrer sem alimentação adequada e suprimentos médicos.  As autoridades dos Estados Unidos relataram que a situação no Sudão era "a crise humanitária mais grave do mundo", apesar da atenção relativamente baixa da mídia que recebeu, e que tinha potencial para se tornar a pior fome desde a carestia de 1983-1985 na Etiópia.
Foi relatado que 3,6 milhões de crianças estavam “gravemente desnutridas”. O campo de refugiados de Kalma informou que 28 crianças morreram de desnutrição associada a doenças num período de duas semanas em maio, e que pelo menos uma criança falecia todos os dias devido a estas condições. A Reuters descobriu que 14 cemitérios em Darfur estavam a expandir-se a um ritmo mais rápido em comparação com o segundo semestre de 2023, indicando o impacto crescente que a desnutrição e as doenças tiveram na população refugiada. 196 crianças refugiadas no Chade morreram diretamente de desnutrição aguda.

## Resposta
Os Estados Unidos concederam 315 milhões de dólares em ajuda humanitária ao Sudão e aos países receptores de refugiados, incluindo a República Centro-Africana, o Chade, o Egito, a Etiópia e o Sudão do Sul.
Os Emirados Árabes Unidos reservaram 70% do seu compromisso humanitário de 100 milhões de dólares para doar ao Sudão e aos países vizinhos afetados pela crise humanitária. O país planeja atribuir o dinheiro a várias agências humanitárias da ONU para evitar uma maior deterioração das condições de fome. A ajuda proposta inclui a distribuição de alimentos, a construção e o fornecimento de hospitais de campanha, a criação de abrigos de emergência e a proteção das mulheres vulneráveis pela crise.

## Nota
- Este artigo foi inicialmente traduzido, total ou parcialmente, do artigo da Wikipédia em inglês cujo título é «2024 Sudan famine».